# Der Gang aufs Land. An Landauer

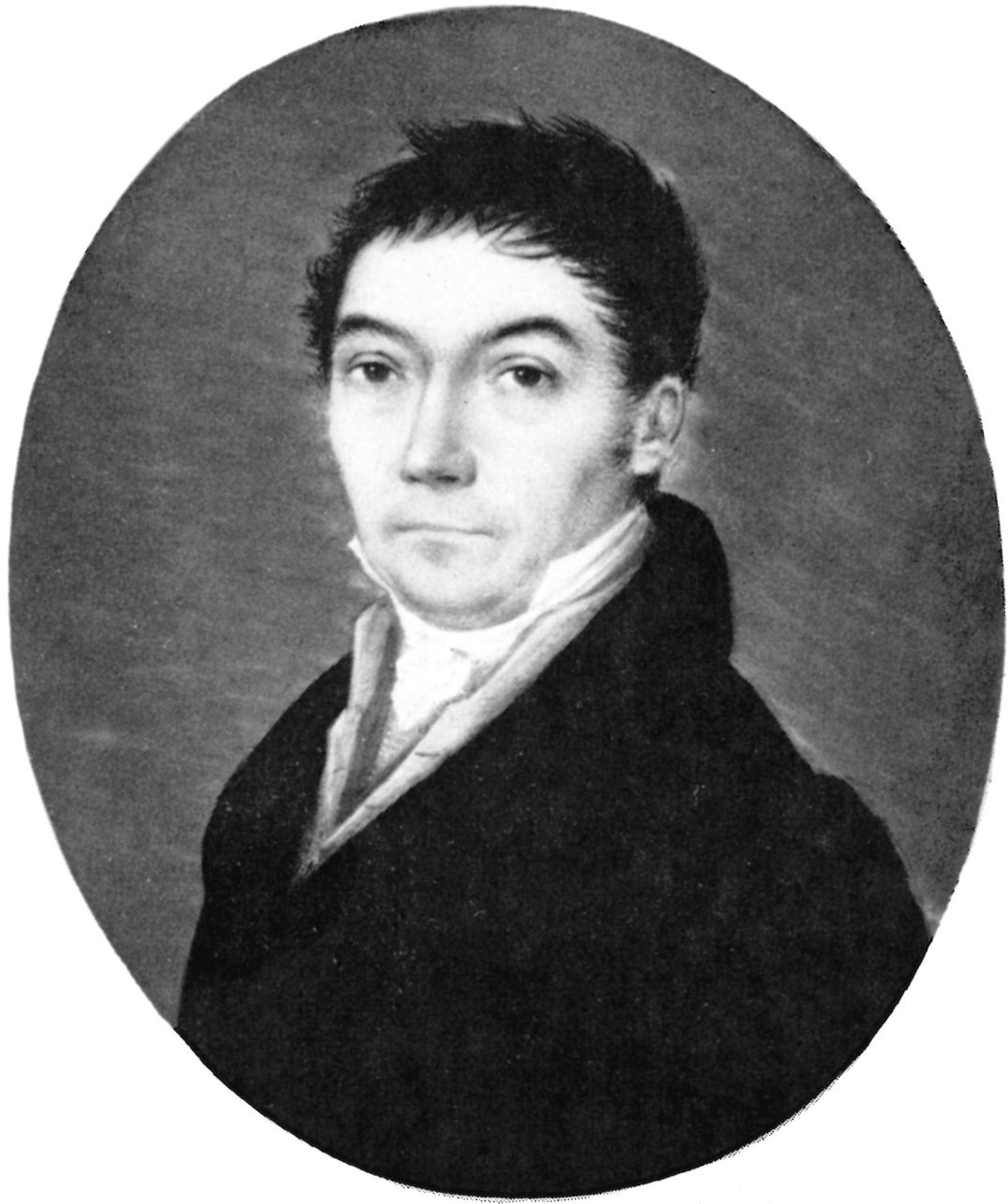
Christian Landauer

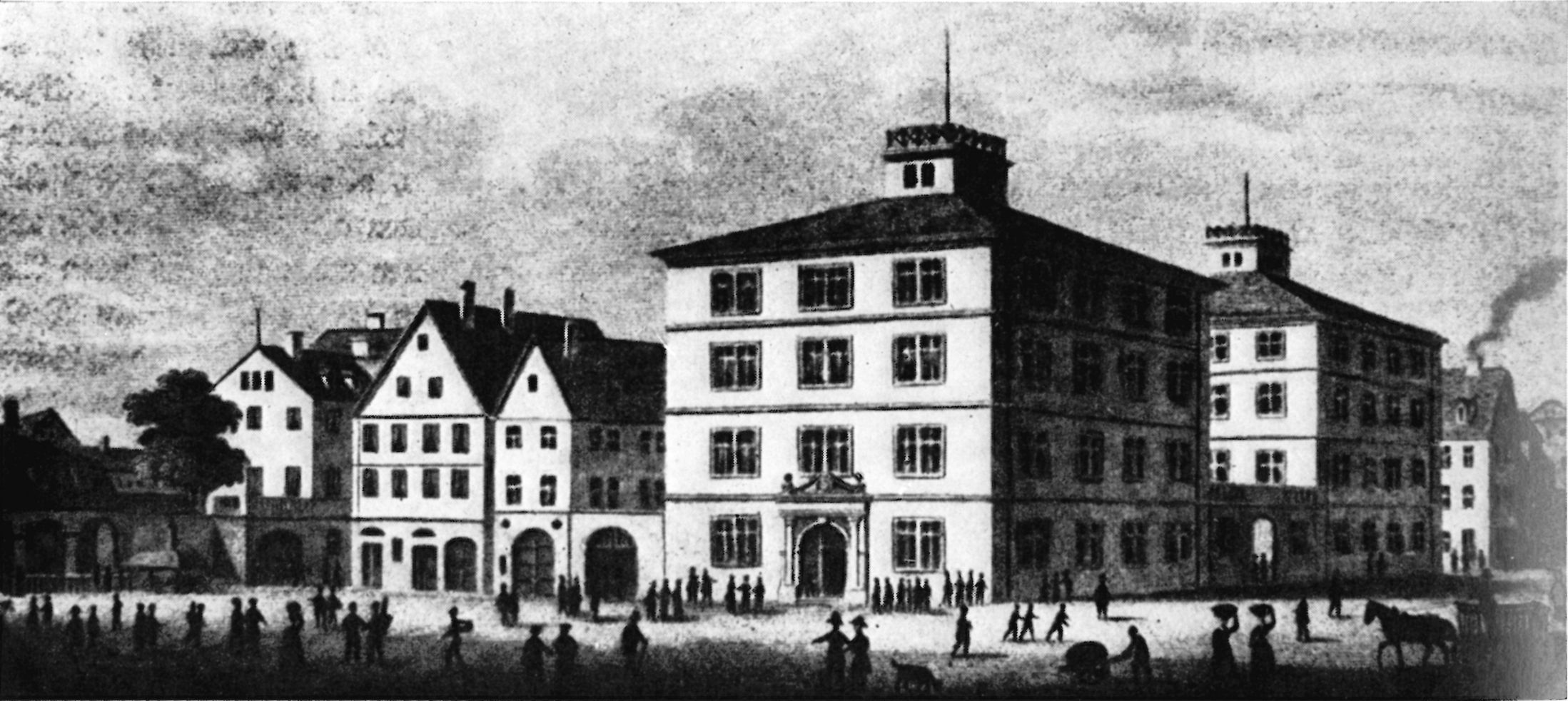
Landauers Haus in Stuttgart (zweites links vom Gymnasium illustre)

Der Gang aufs Land. An Landauer ist eine Elegie von Friedrich Hölderlin. Obwohl unvollendet, ist sie berühmt geworden, schon wegen ihres die Sehnsucht vieler Menschen spiegelnden Eingangs-Anrufs: „Komm! ins Offene, Freund!“ Eine „herrliche Land-Elegie“, ein „vollendetes Elegie-Fragment“ schrieb ein dem „Landleben“ gewidmetes Feuilleton im Jahr 2014.

## Entstehung und Überlieferung
Nach dem Ende seiner Tätigkeit als Hauslehrer bei Jakob Friedrich Gontard-Borkenstein (1764–1843) in Frankfurt am Main im September 1798 hielt sich Hölderlin zunächst im nahen Homburg auf. Mitte Juni 1800 wanderte er über Nürtingen, wo die Mutter und die Schwester lebten, nach Stuttgart. Dort wohnte er bei dem gebildeten, liberalen Tuchhändler Christian Landauer (1769–1845). Ihm widmete er – zu dessen Geburtstag am 11. Dezember 1800 – auch das gereimte Lied An Landauer: „Sei froh! Du hast das gute Loos erkoren, / Denn tief und treu ward eine Seele dir; / Der Freunde Freund zu seyn, bist du geboren, / Diß zeugen dir am Feste wir.“
Im Januar 1801 trat Hölderlin eine weitere Hauslehrerstelle bei dem Leinenfabrikanten Anton von Gonzenbach (1748–1819) in Hauptwil in der Schweiz an. An Landauer schrieb er im Februar:

„Mein Theurer! […] Der Umgang mit Dir und den übrigen Freunden hat mir einen reellen Gewinn gegeben, den ich immer entbehrte, und den ich zu gebrauchen suchen werde. Ich habe bei Euch erst eine rechte Ruhe gelernt, mit der man sich auf den Grund der Seele bei Menschen verläßt, nachdem man sie an ächten Zeichen kennen gelernt hat. So hält man dan auch vester und treuer am Leben und unter denen, die einen angehn. […] Eben darum seid ihr ja mir unvergeßlich, und ich werde, in den besten Stunden, die ich hier in Gesellschaft lebe, an euch gemahnt.“

 Schon Anfang April 1801 kehrte er nach Nürtingen zurück.
In der relativ glücklichen Stuttgarter Episode 1800 oder – nach Dietrich Sattler und anderen – bei einem weiteren Aufenthalt in Stuttgart im April oder Mai 1801 ist Der Gang aufs Land entstanden. Die Überlieferung besteht aus mehreren Handschriften, darunter, hier abgebildet:
- einer Reinschrift der Verse 1 bis 34 mit unmittelbar anschließendem Entwurf der Verse 35 bis 40 und Stichwörtern für eine Fortsetzung(1),(2) und

- dem Entwurf einer Fortsetzung.(3)

Die Überschrift Der Gang aufs Land. An Landauer steht, getrennt von den Entwürfen, aber ihnen zuzuordnen, auf einem Entwurf der Elegie Brod und Wein. Gedruckt wurde das Fragment zuerst 1826 in der von Ludwig Uhland und Gustav Schwab veranstalteten Sammelausgabe der „Gedichte“.
Hölderlin wird hier, wenn nicht anders angegeben, nach der von Friedrich Beissner, Adolf Beck und Ute Oelmann (* 1949) besorgten historisch-kritischen Stuttgarter Ausgabe seiner Werke zitiert. Der Textteil in Band 2, 1 enthält dort nur die „vollendeten“ Verse 1 bis 40, die zusätzlichen Stichwörter und Verse werden im Kommentarteil Band 2, 2 gedruckt. Ebenso verfährt Jochen Schmidts „Leseausgabe“, die die Orthographie „modernisiert“. Der „konstituierte Text“ der historisch-kritischen Frankfurter Ausgabe von Dietrich Sattler und der Textteil der „Leseausgabe“ von Michael Knaupp hängen dagegen die Stichwörter und zusätzlichen Verse den „vollendeten“ Versen 1 bis 40 unmittelbar an. Knaupp überschreibt das Gedicht statt „Der Gang aufs Land. An Landauer“ mit „Das Gasthaus. An Landauer“, einem Titel, der aus Spuren an der Abrissstelle der Reinschrift(1) rekonstruiert ist.

## Text und Interpretation
In Hölderlins Elegien bilden seit der – mit Der Gang aufs Land. An Landauer ungefähr gleichzeitigen – zweiten Fassung von Der Wanderer jeweils drei Distichen eine Einheit, „Triade“, und jeweils drei Triaden, also 18 Verse, eine Strophe. Der Gang aufs Land wäre, so vermutet man, vier- oder sechsstrophig geworden. Die zweite Strophe zählt nur 16 Verse; Hölderlin hat anscheinend ein auf Vers 22 folgendes Distichon in die Reinschrift(1),(2) zu übertragen vergessen. Von der dritten Strophe sind nur drei Distichen fertiggestellt (bis Vers 40).
0000000000000000000Der Gang aufs Land.

0000000000000000000000An Landauer

0000Komm! ins Offene, Freund! zwar glänzt ein Weniges heute

000000Nur herunter und eng schließet der Himmel uns ein.

0000Weder die Berge sind noch aufgegangen des Waldes

000000Gipfel nach Wunsch und leer ruht von Gesange die Luft.

0050Trüb ists heut, es schlummern die Gäng’ und die Gassen und fast will

000000Mir es scheinen, es sei, als in der bleiernen Zeit.

0000Dennoch gelinget der Wunsch, Rechtglaubige zweifeln an Einer

000000Stunde nicht und der Lust bleibe geweihet der Tag.

0000Denn nicht wenig erfreut, was wir vom Himmel gewonnen,

010000Wenn ers weigert und doch gönnet den Kindern zulezt.

0000Nur daß solcher Reden und auch der Schritt und der Mühe

000000Werth der Gewinn und ganz wahr das Ergözliche sei.

0000Darum hoff ich sogar, es werde, wenn das Gewünschte

000000Wir beginnen und erst unsere Zunge gelöst,

0150Und gefunden das Wort, und aufgegangen das Herz ist,

000000Und von trunkener Stirn’ höher Besinnen entspringt,

0000Mit der unsern zugleich des Himmels Blüthe beginnen,

000000Und dem offenen Blik offen der Leuchtende seyn.

0000Denn nicht Mächtiges ists, zum Leben aber gehört es,

020000Was wir wollen, und scheint schiklich und freudig zugleich.

0000Aber kommen doch auch der seegenbringenden Schwalben

000000Immer einige noch, ehe der Sommer ins Land.

0000Nemlich droben zu weihn bei guter Rede den Boden,

000000Wo den Gästen das Haus baut der verständige Wirth;

0250Daß sie kosten und schaun das Schönste, die Fülle des Landes,

000000Daß, wie das Herz es wünscht, offen, dem Geiste gemäß

0000Mahl und Tanz und Gesang und Stutgards Freude gekrönt sei,

000000Deßhalb wollen wir heut wünschend den Hügel hinauf.

0000Mög’ ein Besseres noch das menschenfreundliche Mailicht

030000Drüber sprechen, von selbst bildsamen Gästen erklärt,

0000Oder, wie sonst, wenns andern gefällt, denn alt ist die Sitte,

000000Und es schauen so oft lächelnd die Götter auf uns,

0000Möge der Zimmermann vom Gipfel des Daches den Spruch thun,

000000Wir, so gut es gelang, haben das Unsre gethan.

0350Aber schön ist der Ort, wenn in Feiertagen des Frühlings

000000Aufgegangen das Thal, wenn mit dem Nekar herab

0000Weiden grünend und Wald und all die grünenden Bäume

000000Zahllos, blühend weiß, wallen in wiegender Luft

0000Aber mit Wölkchen bedekt an Bergen herunter der Weinstok

040000Dämmert und wächst und erwarmt unter dem sonnigen Duft.

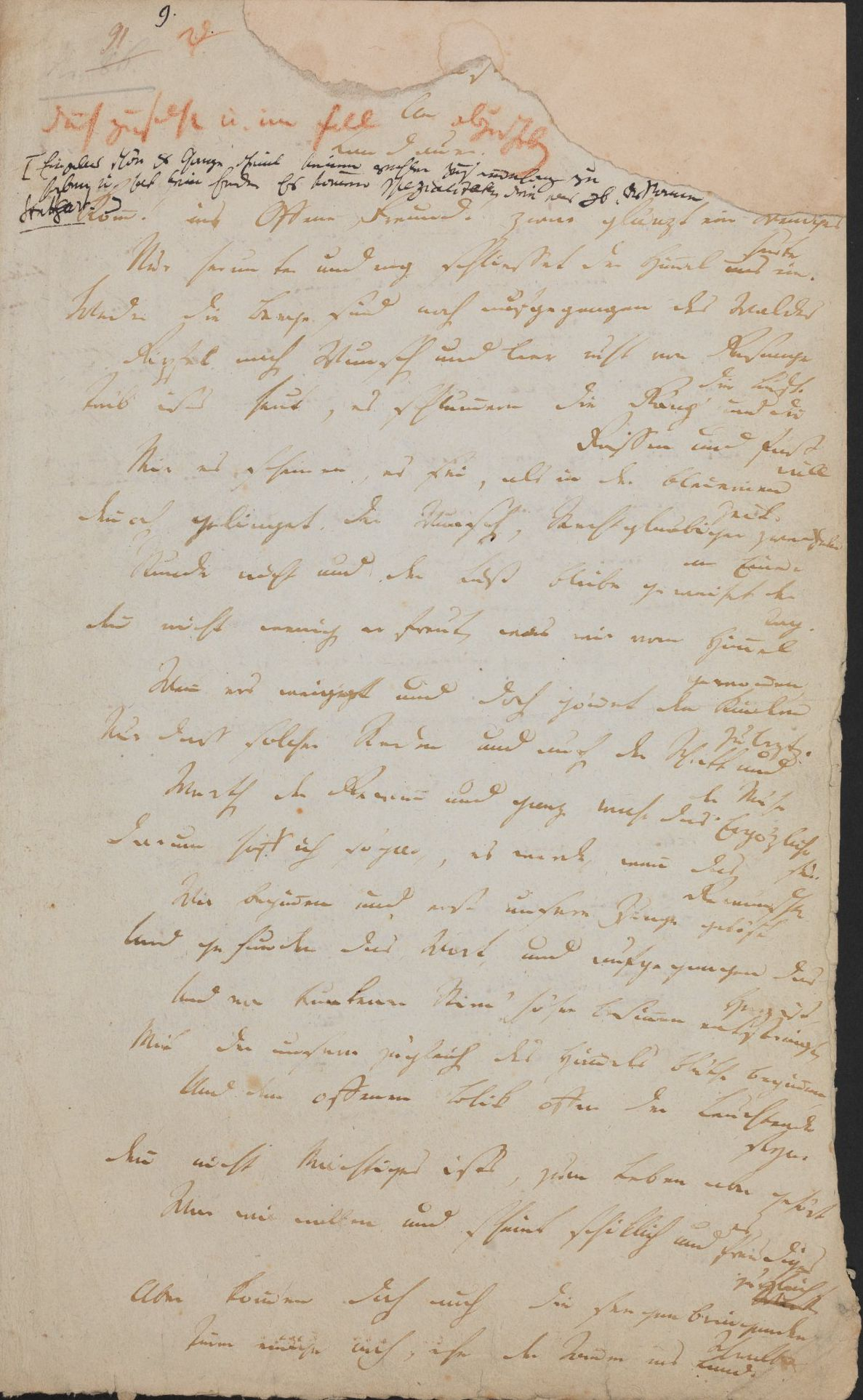
(1) Vers 1–22 Reinschrift

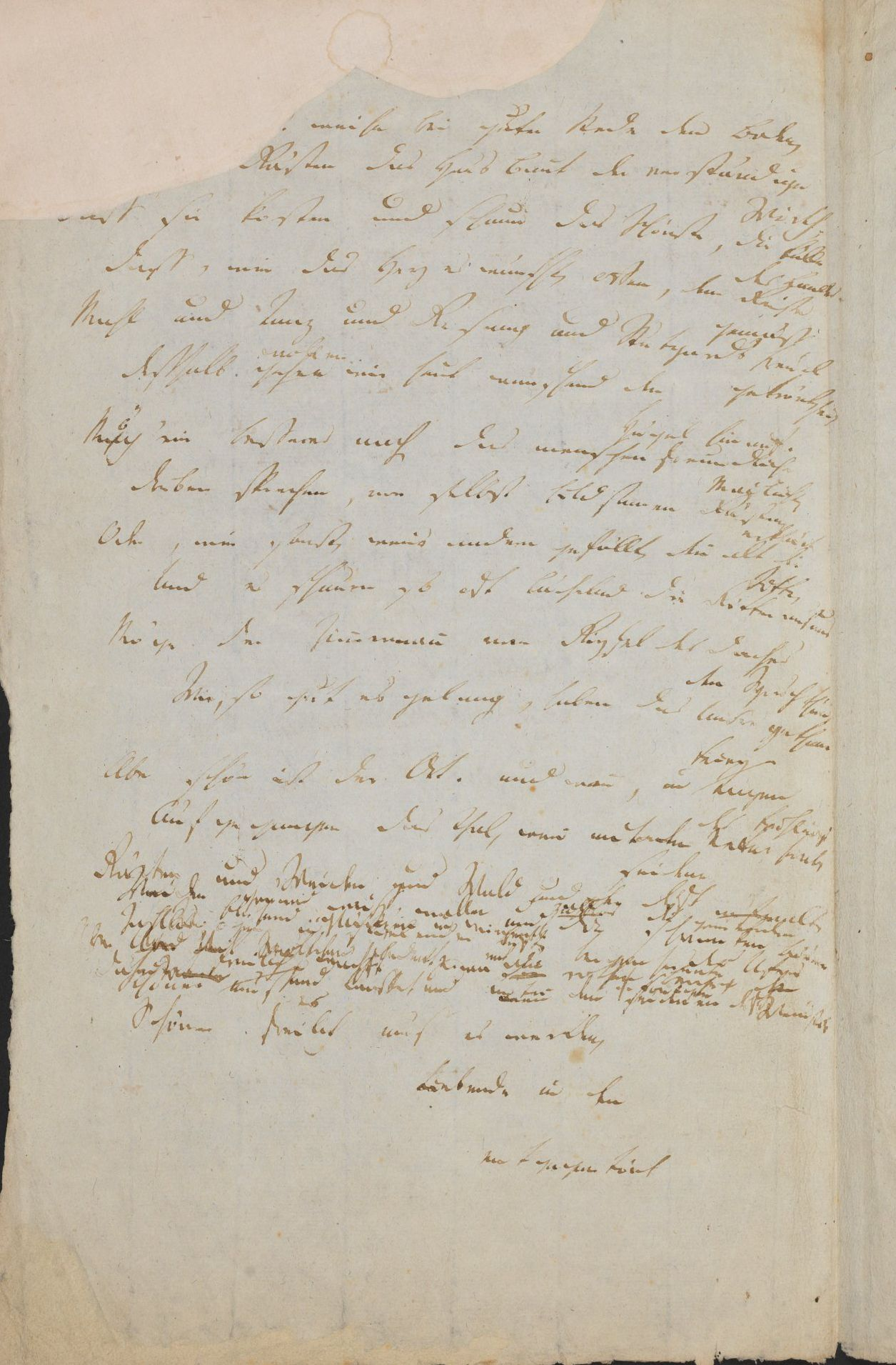
(2) Vers 23–34 Reinschrift, 35–40 Entwurf

Das Gedicht lässt sich als Wiedergabe von konkret Erlebtem (genauer als Fiktion von konkret Erlebtem) wie als Vision der Menschheitsgeschichte lesen.

### Konkretes Erleben
Das Konkrete ist bescheiden genug. „Trüb ists“ im Stuttgarter Talkessel. Tiefhängende Wolken verhüllen Berge und Wälder. „Weder die Berge sind noch aufgegangen des Waldes / Gipfel nach Wunsch und leer ruht von Gesange die Luft,“ schreibt Hölderlin statt „Weder die Berge noch des Waldes Gipfel sind nach Wunsch aufgegangen und die Luft ruht leer von Gesange“ – ein Beispiel seines Stils der „harten Fügung“. Ins Offene aufzubrechen, ruft der Dichter seinen Freund auf. Er nennt ihn wie auch „Stutgard“ und den „Nekar“ mit Namen. Justinus Kerner hat in einem Vermerk am Kopf der ersten Seite der Reinschrift(1) solche „spezialitæten […] z. B. der Name Stuttgart“ getadelt. Beissner entgegnet, das Eigentümliche und besonders Hölderlinsche dieser Sprache mit ihrer vertraulichen Hinwendung zum Freund liege „darin beschlossen, daß sie nicht in einen geschwätzigen Plauderton hinabgleitet, sondern deutsam und bedeutsam in sich selbst bleibt und an ‚Unendliches‘ rührt, ohne das ‚Beschränkte‘, das Endliche und Vordergründige, […] verdrängen zu müssen.“
Der Enge und Bedrücktheit der ersten Triade setzt die zweite ihr „Dennoch“ entgegen. Allerdings meldet der Optativ „der Lust bleibe geweihet der Tag“ einen Zweifel an, ob die Öffnung gelingt. Aus jedem Distichon klingen Zuversicht und Skepsis. Mit der dritten Triade ändert sich der Rhythmus. Bildet bis zum Ende der zweiten Triade jedes Distichon „nach lateinischer Weise“ einen eigenen, mit einem Punkt geschlossenen Satz, so spannt im dritten – „und das ist eigentlich griechische Form“ – ein einziger Satz seinen Bogen über alle sechs Verse. „Ein einziger Satz, durch ein vierfach steigerndes ‚und‘ verbunden, schwillt über sechs Verse an zu der Schlussklimax, in der die ‚Öffnung‘ des Anfangs wiedererscheint – nun doppelt genannt, um die entscheidende Konstellation zu verdeutlichen. Die Öffnung des Himmels ereignet sich nur für den ‚offenen Blick‘.“
Nach der Begeisterung des Schlusses der ersten Strophe lenkt die zweite zum schlichteren Ton des Anfangs zurück. „Denn nicht Mächtiges ists, zum Leben aber gehört es / Was wir wollen, und scheint schiklich und freudig zugleich.“ Nichts Mächtiges ist ja das Konkret-Biographische, das Schickliche, der gesellige Alltag, aber es gehört zum Leben. Das Kernstück der zweiten Strophe spricht erstmals das Vorhaben, „Was wir wollen“, aus, nämlich die Bodenweihe, vielleicht Grundsteinlegung, für ein Gasthaus auf einem Weinberg bei Stuttgart. Landauer mag, muss aber nicht der Bauherr sein. Wieder bilden drei Distichen einen einzigen Satz (Vers 23–28), in dem „der Gewinn“ (Vers 12) „der Schritte und der Mühe“ (Vers 11) besungen wird: Künftig sollen hier die Gäste bei Mahl, Tanz und Gesang gesellig „das Schönste, die Fülle des Landes“ schauen. Im kommenden Mai wird dann beim Richtfest das Sonnenlicht dem fertigen Gasthaus einen Segen sprechen, auch ohne Worte, „von selbst“ den Gästen verständlich; oder der Zimmermann wird nach alter „Sitte“ (Vers 31) den Zimmermannsspruch tun. Darauf werden die Götter lächelnd und Anteil nehmend herab schauen.
In den Versen, die vielleicht die erste Triade der dritten Strophe werden sollten, weitet sich der Blick ins frühlingshafte Neckartal. Was beim trüben Beginn noch nicht „aufgegangen“ war (Vers 3), ist jetzt „aufgegangen“ (Vers 36), Tal, Weiden, der Wald, die grünenden oder weiß blühenden Bäume. Die Harmonie der Landschaft entspricht der sozialen Harmonie des ländlichen Festes, und beiden entspricht die dichterische Form:
0350Aber schön ist der Ort, wenn in Feiertagen des Frühlings

000000Aufgegangen das Thal, wenn mit dem Nekar herab

0000Weiden grünend und Wald und all die grünenden Bäume

000000Zahllos, blühend weiß, wallen in wiegender Luft

0000Aber mit Wölkchen bedekt an Bergen herunter der Weinstok

040000Dämmert und wächst und erwarmt unter dem sonnigen Duft.
„Polysyndeton, Alliterationen, Assonanzen und Rhythmisierung stellen die Harmonie der sozialen und landschaftlichen Situation, von der der Text spricht, ästhetisch erfahrbar her.“ Die poetische Vollkommenheit der Verse 35 bis 40 lässt Wolfgang Braungart zweifeln, ob die Elegie wirklich Fragment sei. Er nennt die Verse „das große Schlußbild der Elegie“.

### Vision
Ist die Elegie Ausdruck oder Fiktion von individuell konkret Erlebtem, durchweg sinnlich anschaulich, so hat sie doch auch, wie Hölderlins Werk überhaupt, eine religiöse und menschheitsgeschichtliche Dimension. Diese Sphäre wird aufgerufen durch die dreimalige Nennung des „Himmels“ in der ersten Strophe, einmal in jeder der drei Distichentriaden. Sie wird aufgerufen durch Hölderlins unbestimmte „numinose Neutra“: „ins Offene“, „ein Weniges“, „das Ergözliche“, „das Gewünschte“, „ein Besseres“ (Vers 29). Das Wort „Rechtglaubige“ (Vers 7) spricht einen Bezug zur Religion unverhüllt aus.
Macht der graue Himmel – Ebene des konkreten Erlebens – den Beginn des Spaziergangs eng und trüb, so ist er zugleich – Ebene der Vision – Symbol von Hölderlins Geschichtsepoche, der er die Diagnose der „bleiernen Zeit“ stellt. Dieser Ausdruck, schon im 17. Jahrhundert für eine Zeit der Bosheit und Bedrückung in Gebrauch, greift die mythischen Weltalter der Antike und die Weltalter des Propheten Daniel (Dan 2,31-45 ) auf. Er ist Titel eines Films, Die bleierne Zeit, und geflügeltes Wort geworden. Für Hölderlin ist die bleierne Zeit eine Zeit der Auseinanderfalls von göttlich gesehener Natur und menschengeschaffener Kultur, die in der Antike einmal eine liebende Einheit bildeten. Diese Pathologie seiner Zeit hat Hölderlin im „ängstigen Traum“ des etwa gleichzeitigen Hexameterhymnus Der Archipelagus geschildert:
0000Aber weh! es wandelt in Nacht, es wohnt, wie im Orkus,

0000Ohne Göttliches unser Geschlecht. Ans eigene Treiben

0000Sind sie geschmiedet allein, und sich in der tosenden Werkstatt

0000Höret jeglicher nur und viel arbeiten die Wilden

0000Mit gewaltigem Arm, rastlos, doch immer und immer

0000Unfruchtbar, wie die Furien, bleibt die Mühe der Armen.
Das „Offene“ des ersten Verses bedeutet biographisch besseres Wetter beim Spaziergang. Das fanfarenhafte „Komm! ins Offene!“ ruft aber wie den Freund Landauer auch den Leser auf. „Offen“ ist ein Lieblingswort Hölderlins, ähnlich gebraucht in der Elegie Brod und Wein: „So komm, daß wir das Offene schauen.“ Es evoziert die Vorstellung des offenen Himmels: „Ihr werdet den Himmel offen sehen“ (Joh 1,51 ). Der Leser soll offen sein für eine Wiederkehr der Harmonie von Natur und Menschenwelt. Hölderlins Heilserwartung schließt sich im Archipelagus der Pathologie der Gegenwart unmittelbar an:
0000Bis, erwacht vom ängstigen Traum, die Seele den Menschen

0000Aufgeht, jugendlich froh, und der Liebe seegnender Othem

0000Wieder, wie vormals oft, bei Hellas blühenden Kindern,

0000Wehet in neuer Zeit und über freierer Stirne

0000Uns der Geist der Natur, der fernherwandelnde, wieder

0000Stilleweilend der Gott in goldnen Wolken erscheinet.
Dann wird, mit Versen 17 und 18 von Der Gang aufs Land. An Landauer:
0000Mit der unsern zugleich des Himmels Blüthe beginnen,

000000Und dem offenen Blik offen der Leuchtende seyn.

Folgt man der Spätdatierung des Gangs auf Land ins Jahr 1801, dann stimmte der am 9. Februar geschlossene Friede von Lunéville zur Zeit der Entstehung Hölderlin besonders hoffnungsvoll. An seine Schwester schrieb er am 23. Februar aus der Schweiz:

„Ich schreibe Dir und den lieben Unsrigen an dem Tage, da unter uns hier alles voll ist von der Nachricht des ausgemachten Friedens, und, da Du mich kennest, brauche ich Dir nicht zu sagen wie mir dabei zu Muth ist. […] Ich glaube, es wird nun recht gut werden in der Welt. Ich mag die nahe oder die längstvergangene Zeit betrachten, alles dünkt mir seltne Tage, die Tage der schönen Menschlichkeit, die Tage sicherer, furchtloser Güte, und Gesinnungen herbeizuführen, die eben so heiter als heilig, und eben so erhaben als einfach sind.“

Das „Offene“ des Gedichts bedeutet eine „(neue) Offenheit aller Lebensbezüge“, eine „(neue) Anwesenheit des Göttlichen in der Welt nach zwischenzeitlicher Götterferne“, „ein umfassendes Offen-Werden der Natur und des Himmels“, eine Verwandlung der Welt zum Guten. Hölderlin überlässt es dem Leser, die Vision politisch, theologisch oder philosophisch zu konkretisieren. „Beim individuellen Lesen kann man sich eben vieles denken.“ Er will den Leser nur aufnahmebereit machen für eine Wiederkehr der Götter.

### Götter im Gasthaus?
0000Aber fraget mich eins, was sollen Götter im Gasthaus?

0000Dem antwortet, sie sind, wie Liebende, feierlich seelig,

000000Wohnen bräutlich sie erst nur in den Tempeln allein

0000Aber so lang ein Kleineres noch nach jenen genannt <ist,>

005000Werden sie nimmer und nimmer die Himmlischen uns

0000Denn entweder es herrscht ihr Höchstes blinde gehorcht dann

000000Anderes

0000Oder sie leben in Streit der bleibt nicht oder es schwindet

000000Wie beim trunkenen Mahl, alles < υ | – υ υ | – >

0100Diß auch verbeut sich selbst, auch Götter bindet ein Schiksaal

000000Denn die Lebenden all bindet des Lebens Gesez.

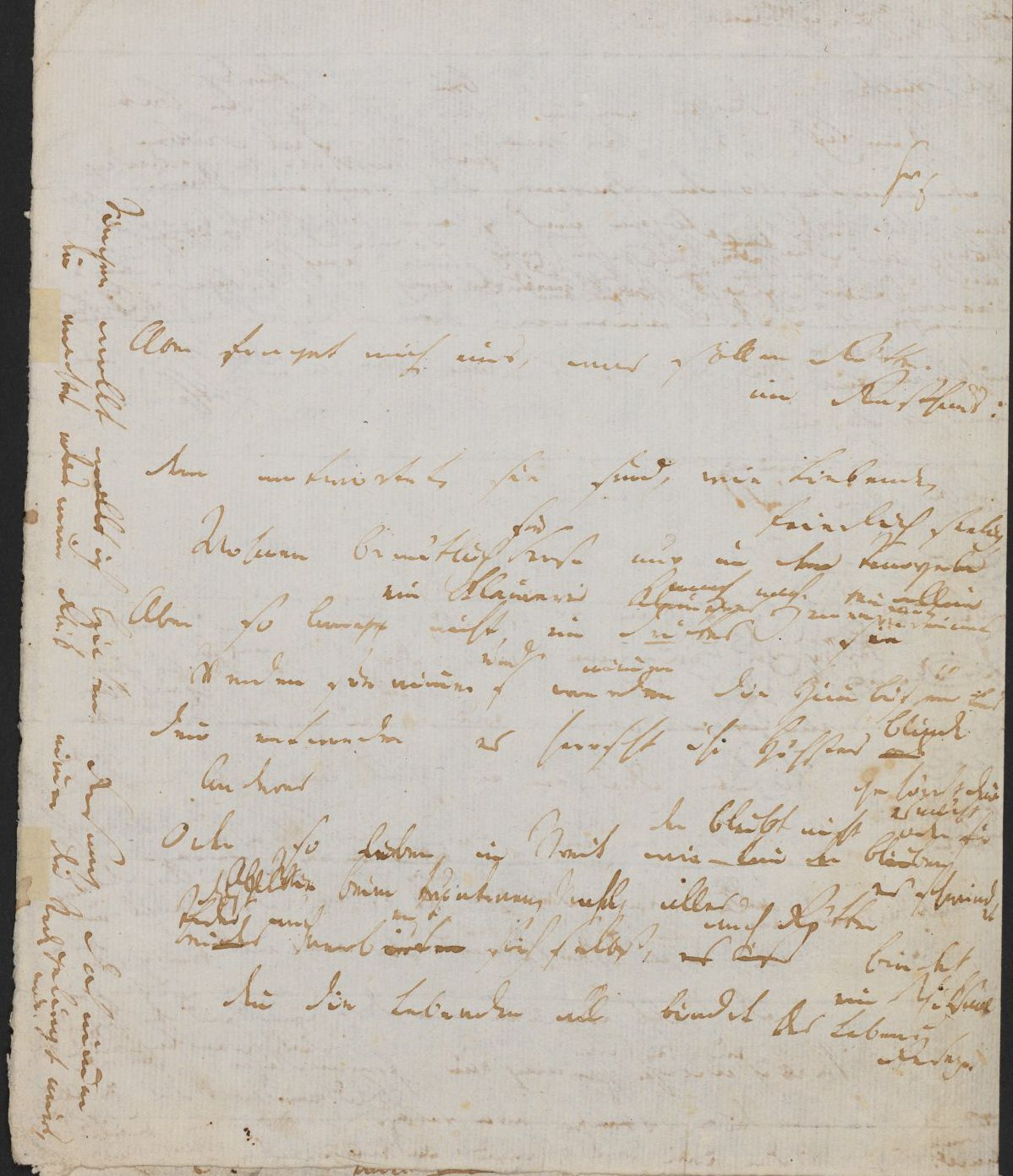
(3) Entwurf einer Fortsetzung

Von seinen Fortsetzungsnotizen hat Hölderlin nur die vorstehenden zu Versen ausformuliert. „Aber fraget mich eins, was sollen Götter im Gasthaus?“ klingt für den Unbefangenen fast komisch. Bezweifelt Hölderlin, dass er seine Vision der Kosmos- und Menschheitsgeschichte, für die er sonst auf die griechische Antike zurückgriff, im Bild eines Spaziergangs adäquat gestalten kann? Wird ihm die Projektion einer antiken Götterfeier auf eine Bodenweihe und ein Richtfest in seinem modernen Vaterland fragwürdig? Vielleicht liegt in diesem Zweifel der Grund dafür, dass das Gedicht unvollendet blieb. Quer an den linken Rand der Seite mit der Fortsetzung(3) hat Hölderlin geschrieben:
0000Singen wollt ich leichten Gesang, doch nimmer gelingt mirs,

000000Denn <es> machet mein Glück nimmer die Rede mir <leicht>.
Das Distichon spricht Resignation aus. Doch die letzten Verse (10 und 11 des Fortsetzungsentwurfs) bekräftigen Hölderlins heilsgeschichtlichen Optimismus, wenn sie tröstend verkünden: „auch Götter bindet ein Schiksaal / Denn die Lebenden all bindet des Lebens Gesez.“